# Eana joannisi
Eana joannisi is een vlinder uit de familie bladrollers (Tortricidae). De wetenschappelijke naam is voor het eerst geldig gepubliceerd in 1929 door Schawerda.
De soort komt voor in Europa.